# Gonçalo Viegas de Portocarreiro
Gonçalo Viegas de Portocarreiro “o Alfeirão” foi um nobre e Cavaleiro medieval do Reino de Portugal e o sucessor de seu pai nas terras de Soalhães, freguesia portuguesa do concelho de Marco de Canaveses, de que foi o senhor feudal.
Foi nestas terras de Soalhões que mandou fazer o seu solar, desta feita na honra de Vila Pouca, actual Vila Pouca de Aguiar. Foi padroeiro do Mosteiro de São Martinho que também recebeu de seu pai por herança do senhorio. 
No entanto veio a perder o senhorio deste mosteiro dado que o rei D. Sancho II de Portugal lho tirou para o dar ao Bispado do Porto.

## Relações familiares
Foi filho de D. Egas Henriques Portocarreiro, "o bravo" (1146 -?) e de e de D. Teresa Gonçalves de Curveira. Foi casado com despensa papal datada do dia 17 de julho de 1253 com D. Sancha Pires da Veiga, sua prima, filha de Paio Pires Gravel e de Ouroana Pais Correia. Deste casamento teve:
1. Rui Gonçalves Bifardel casado com Senhorinha Fernandes de Chacim filha de Fernão Gonçalves Chancino e de Maior Afonso de Cambra;
2. Maria Gonçalves Portocarreiro casada com Vasco Martins Pimentel (1220 - Córdova, 1283) filho de Martim Fernandes Pimentel e de Sancha Martins (1200 -?);
3. Pedro Gonçalves de Portocarreiro, conhecido Trovador que viveu no Reino de Castela;
4. D. Gonçalo Gonçalves de Portocarreiro que foi chantre em 1281 e arcediago em 1287 de Braga.